# Ожина повстиста
Ожина повстиста, ожина сивувата (Rubus canescens) — вид рослин з родини розових (Rosaceae); поширений у Європі й західній Азії.

## Опис
Кущ 0.5–1.5 м. Листки зверху вкриті волосками, іноді голі, або білувато-повстяні, з виступаючими жилками. Шипи на річних пагонах б.-м. неоднакові, слабкі, розташовані в основному по ребрах. Суцвіття вузьке, з невеликою кількістю квіток.

## Поширення
Поширений у Європі й західній Азії.
В Україні вид зростає на відкритих схилах — досить зазвичай в гірському Криму і на Тарханкутському півострові.